# Burlingame (Kansas)
Pour les articles homonymes, voir Burlingame.
La ville américaine de Burlingame est située dans le comté d’Osage, dans l’État du Kansas. Elle comptait 934 habitants lors du recensement de 2010.